# Kapr šipingský
Kapr šipingský (Cyprinus yilongensis) je vyhynulý druh paprskoploutvých ryb z čeledi kaprovití.

## Výskyt
Kapr šipingský byl nalezen pouze v Jezeře Yilong v oblasti Jün-nan v Číně.

## Příčina vyhubení
V roce 1981 bylo jezero z důvodu nadměrné těžby vody na 20 dní vyschlé.
Vyschnutí jezera způsobilo její narušení přirozeného prostředí a na následky toho byl kapr šipingský v tentýž roce zpozorován naposledy a prohlášen za vyhynulý druh.